# Путешествие в Армению
«Путешествие в Армению» (фр. Le voyage en Arménie) — французский фильм в жанре роуд-муви 2006 года режиссёра Робера Гедигяна.
Фильм участвовал в конкурсе на Гран-при, а исполнительница главной роли актриса Ариан Аскарид стала лауреатом приза «Лучшая женская роль» Римского кинофестиваля (2006). На ереванском кинофестивале «Золотой абрикос» (2006) фильм получил специальный приз жюри — «Серебряный абрикос».

## Сюжет
Анна, выросшая во Франции армянка, дочь эмигранта, — успешный кардиолог. Вдруг она обнаруживает, что её отец сбежал в свою родную Армению после того, как ему поставили диагноз «проблема с сердцем». Несмотря на их сложные отношения, она намерена вернуть отца во Францию и провести ему рисковую, но единственно возможную для спасения, операцию на сердце.
Анна — упрямая, своевольная женщина, не испытывающая особых чувств к родине своего отца, к её истории или культуре. Но она отправляется в Армению, считая это жестом примирения с отцом. Тем более, что прежде чем сбежать, отец оставил ей цепочку подсказок, чтобы она могла найти его. Она  многого не знает… мудрый Барсам хочет научить свою самоуверенную дочь искусству сомневаться.
На протяжении всего путешествия она вынуждена размышлять и сомневаться в своей личности, любви и обязательствах. Это вынужденная поездка на неизвестную Родину станет для Анны тем, чем ожидал её отец: посвящением, сентиментальным обучением, совершенно новой юностью. После долгой дороги она встретит своего отца в отдаленной горной деревне, но это путешествие по Армении изменит Анну.

## В ролях
- Ариан Аскарид — Анна
- Жерар Мелан — Ерванд
- Чорик Григорян — Шаке
- Роман Авинян — Манук
- Симон Абкарян — Саркис
- Серж Аведикян — Ваниг
- Кристина Овакимян — Гаяне
- Мадлен Гедигян — Жанетт
- Жан-Пьер Дарруссен — Пьер
- Джалиль Леспер — Симон
- Марсель Блюваль — Берсам

## Тема фильма
Поиски идентичности и скорбь о коммунизме преследуют «Путешествие в Армению».
Оригинальный текст (фр.)Quête identitaire et deuil du communisme hantent «Le Voyage en Arménie».
— Le Temps, 2006
По словам режиссёра, в фильме он хотел рассказать о тревожащей его невероятной неразберихе, в которой оказались люди в бывших советских республиках:

В настоящее время существует большое противоречие между этим диким либерализмом и многими честными людьми, которые стремятся вернуть свои следы через солидарность, традиции и даже немного советского наследия. В то время как большинство населения живет в нищете, телевидение, которое стало повсеместным, транслирует ценности наших комедий: деньги, секс и большие автомобили.… Молодёжь разделяет эту западную мечту, основанную на ложном образе. Когда вы хотите объяснить им, что все не так просто, они вам не верят. Даже студенты думают только об эмиграции… К счастью, некоторые всё равно возвращаются, потому что их корни там.
Также по словам режиссёра многое в фильме основано на реальных событиях, а один из главных героев, которого играет Жерар Мелан — Ерванд — имеет реальный прототип:

Этот армянин из Марселя, говорящий с акцентом, действительно существует! Я ничего не выдумывал. Он действительно прошёл путь левого активиста, но переориентировался на борьбу с идентичностью, совершил теракты в 1980-х годах с АСАЛОЙ, бежал и был заочно приговорён к 30 годам тюрьмы. Остался там, воевал за Нагорный Карабах….

## Восприятие
Автор Variety Лиза Нессельсон отмечала, что фильм Гедигяна это «смотрибельная одиссея, следующая знакомому шаблону истории успешной светской горожанки, неохотно обнаруживающей свои этнические корни, с социальной и исторической значимостью, привнесённой на этом пути». Фабьен Лемерсье из Cineuropa написал, что он является «возвращением режиссёра к своим корням», поскольку Гедигян, «рождённый от матери-немки, на самом деле имеет армянские корни в своей родословной со стороны отца». Антон Вальский (Армянский музей Москвы и культуры наций): «Это меланхолично-ироничное роуд-муви на чёрной волге с оптимистичным финалом — героиня найдёт для себя родину, свое армянство, что нетипично для подобных фильмов, так как для большинства режиссёров диаспоры поиск никогда не оканчивается».